# Roland Kohn

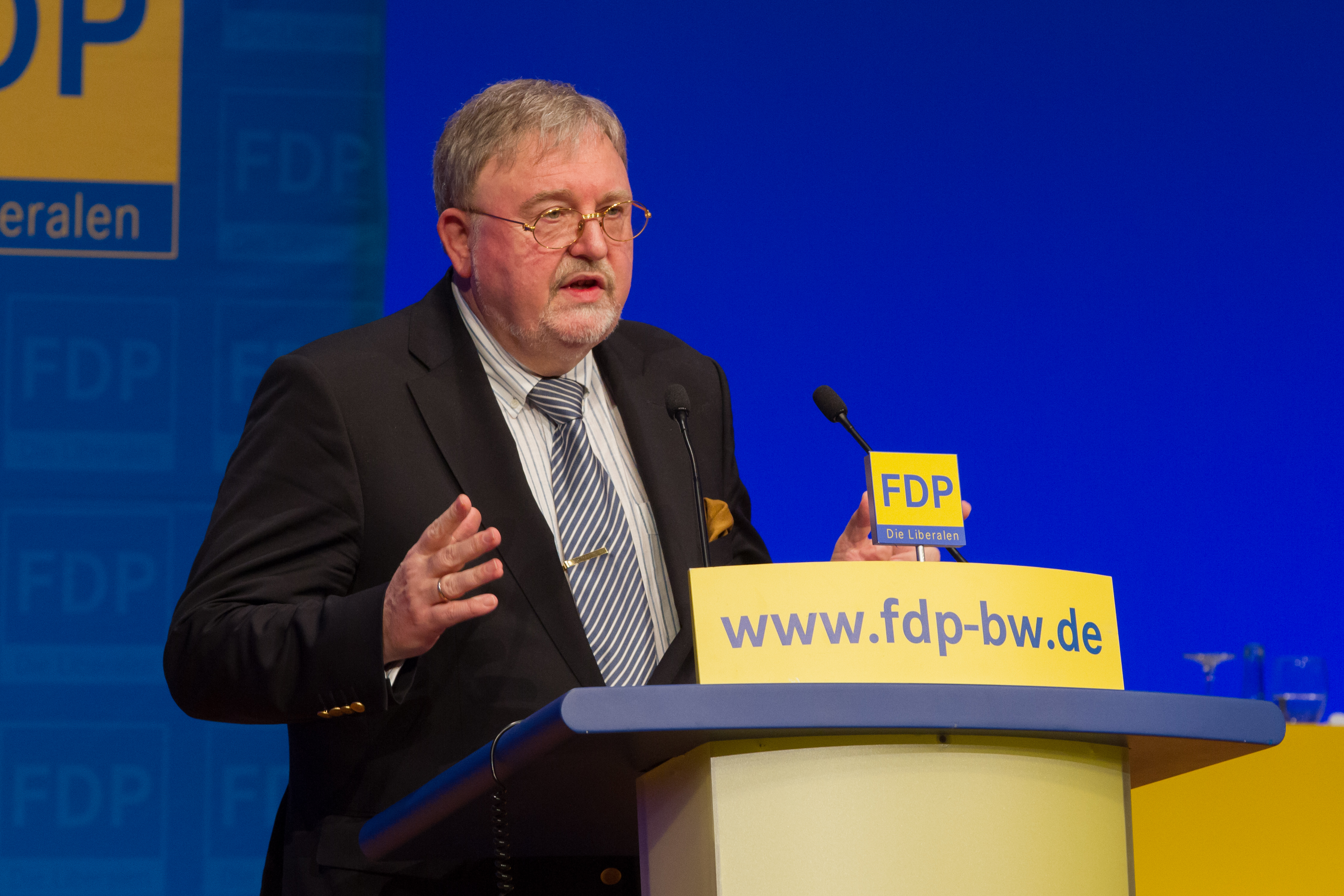
Roland Kohn beim Landesparteitag der FDP Baden-Württemberg 2015

Roland Kohn (* 25. März 1950 in Ludwigshafen am Rhein) ist ein deutscher Publizist und Politiker (FDP). Von 2011 bis 2019 leitete er die Grundsatzkommission „Freiheit und Ethik“ der FDP.

## Leben und Beruf
Nach dem Abitur 1969 studierte Kohn Philosophie und Politikwissenschaft an der Universität Mannheim unter Hans Albert, Georg Geismann und Max Kaase, was er mit dem Magister Artium (M.A.) abschloss. Anschließend war er als wissenschaftlicher Mitarbeiter und Publizist tätig, hauptsächlich in der Funktion des Autors von Artikeln in liberalen Blättern. Nach seinem Ausscheiden aus dem Bundestag 1998 war er als freiberuflicher Berater für Politische Kommunikation tätig.
Kohn wurde 1994 mit dem Verdienstkreuz am Bande des Verdienstordens der Bundesrepublik Deutschland ausgezeichnet. Er ist seit 1973 verheiratet.

## Politik
Kohn ist seit 1969 Mitglied der FDP. Er war von 1980 bis 1991 Vorsitzender des FDP-Bezirksverbandes Kurpfalz und wirkte von 1980 bis 1983 als Pressesprecher des FDP-Landesverbandes Baden-Württemberg. Von 1987 bis 1995 war er Mitglied des Landesvorstandes der FDP Baden-Württemberg, von 1991 bis 1995 Landesvorsitzender der Partei und von 1992 bis 1995 Mitglied des FDP-Bundesvorstandes. Bei der Bundestagswahl 1983 wurde er in den Deutschen Bundestag gewählt, dem er bis 1998 angehörte. Er zog stets über die Landesliste Baden-Württemberg ins Parlament ein.
Des Weiteren war Kohn Mitglied des Kuratoriums der Stiftung Reichspräsident Friedrich-Ebert-Gedenkstätte und Mitglied des Verwaltungsrates der Reinhold-Maier-Stiftung. Er war außerdem Mitglied des Kuratoriums der Wolf-Erich-Kellner-Gedächtnisstiftung. 2008 wurde er Vizepräsident der Vereinigung ehemaliger Mitglieder des Deutschen Bundestages und des Europäischen Parlaments.
Von 2011 bis 2019 war Kohn Vorsitzender der Grundsatzkommission „Freiheit und Ethik“ der FDP.
Unterlagen über seine Tätigkeit als Mitglied des Deutschen Bundestages sowie für die FDP aus den Jahren 1982 bis 1998 befinden sich im Archiv des Liberalismus der Friedrich-Naumann-Stiftung für die Freiheit in Gummersbach.

## Schriften
- Wirtschaft und Gesellschaft – Nachdenken über Freiheit. In: Peter Altmiks / Jürgen Morlok (Hrsg.): Noch eine Chance für die Soziale Marktwirtschaft? Olzog, München 2012.
- Parlamentarismus – analoges Auslaufmodell in einer digitalen Welt? In: Roland A. Kohn / Mike Friedrichsen (Hrsg.): Digitale Politikvermittlung – Chancen und Risiken interaktiver Medien. Springer VS, Wiesbaden 2015.
- Noch eine Chance für die Liberalen? (1993). In: Jochen Merkle (Hrsg.): Südwest-Liberalismus – Dokumente aus sieben Jahrzehnten. Reinhold-Maier-Stiftung, Stuttgart 2015.
- mit Bernhard Labudek: Menschenwürde, Mitmenschlichkeit und Selbstbestimmung – Pflege, Palliativmedizin, Sterbebegleitung. Friedrich-Naumann-Stiftung für die Freiheit, Berlin 2015.